# Котенко Денис Валерійович
Денис Валерійович Котенко (позивний — Шкіпер; 18 травня 1996 — 24 березня 2022, бої за Київ, Україна) — український військовослужбовець, боєць 3-го окремого батальйону УДА, учасник російсько-української війни. Член політичної партії «Національний корпус». Ультрас ФК «Дніпро». Кавалер ордена «За мужність» III ступеня (2022, посмертно).

## Життєпис
Денис Котенко народився 18 травня 1996 року.
Керував «Національним корпусом» у місті Дніпрі.
Як доброволець ОЗСП «Азов» брав участь у боях за звільнення с. Широкиного на Донеччині. Працював у пресслужбі Міністерства у справах ветеранів України (2021—2022).
24 лютого 2022 року після початку повномасштабного вторгнення рф в Україну знову став на захист Батьківщини у складі 3-го окремого батальйону УДА.
Загинув 24 березня 2022 року в боях за Київ. Похований 31 березня 2022 року в місті Дніпрі.

## Нагороди
- орден «За мужність» III ступеня (6 червня 2022, посмертно) — за вагомий особистий внесок у розвиток вітчизняної журналістики та інформаційної сфери, мужність і самовідданість, виявлені під час висвітлення подій повномасштабного вторгнення Російської Федерації на територію України, багаторічну сумлінну працю та високу професійну майстерність[5].

## Вшанування пам'яті
8 грудня 2022 року Київська міська рада перейменувала вулицю Суворова на вулицю Дениса Котенка.
В місті Дніпро,  на знак подяки перейменовано вулицю 152 дивізії.  І названо на честь Дениса Котенка